# Pomnik Komediantów w Krakowie
Pomnik Komediantów – pomnik znajdujący się w Krakowie, na Placu św. Ducha, obok Teatru im. Juliusza Słowackiego, w dzielnicy I, na Starym Mieście.
Pomnik Komediantów, jest dziełem zaprojektowanym przez Romana Tarkowskiego.
Pomnik został uroczyście odsłonięty w 1969 roku.